# Kitajsko vojno letalstvo
Letalske sile Ljudske osvobodilne vojske (kitajsko: 中国人民解放军空军; pinjin: Zhōngguó Rénmín Jiěfàngjūn Kōngjūn), tudi Kitajske letalske sile (中国空军) in Ljudske osvobodilne letalske sile (人民空军), so letalska veja Ljudske osvobodilne vojske, oboroženih sil Ljudske republike Kitajske. Kitajske letalske sile so bile uradno ustanovljene 11. novembra 1949 in jih sestavlja pet rodov: letalstvo, protiletalska artilerija, protiletalski izstrelki, radarske enote in padalske enote.
Kitajske letalske sile delujejo z več kot 150 zračnih oporišč in uporabljajo okrog 3010 letal, od katerih je okrog 2100 bojnih letal (lovska letala, bombniki in jurišniki).
Po letu 2000 so bile podvržene nagli modernizaciji in starejša letala, kot je Čengdu J-7 (licenčna različica MiG-21) so bila nadomeščena z letali, kot so Čengdu J-10, Šenjang J-11 in ruskimi Su-30 ter Su-35. Leta 2017 je prišel v uporabo lovec 5. generacije Čengdu J-20, kot tretji lovec 5. generacije na svetu za F-22 in F-35. Danes so Kitajske letalske sile velike in sodobne sile z večino lovskih letal opremljenih z AESA radarji. Značilno je pomanjkanje podpornih letal, kot so leteči tankerji, zaradi česar letalske sile ne morejo delovati daleč od domačih oporišč.